# Брукс, Джин
Джин Брукс (англ. Jean Brooks), урождённая — Ру́би М. Ке́лли (англ. Ruby M. Kelly; 23 декабря 1915, Хьюстон, Техас, США — 25 ноября 1963, Ричмонд, Калифорния, США) — американская актриса.

## Биография
Руби М. Келли (имя Джин Брукс при рождении) родилась 23 декабря 1915 года в Хьюстоне (штат Техас, США) и росла в Нью-Йорке и Коста-Рике.

## Карьера
Джин начала кинокарьеру в 1935 году, подписав контракт с «Enric Madriguera and Orchestra» в Нью-Йорке и сыграв в этот год в трёх фильмах: «Танго-бар» (роль пассажирки на молодом судне «Lower Deck»), «Преступление Доктора Креспи» (роль мисс Гордон) и «Obeah» (имя персонажа неизвестно). К окончанию своей кинокарьеры в 1948 году, Брукс сыграла более чем в 40 фильмах и в ранние годы своей карьеры в основном снималась под псевдонимом Джинн Келли.

## Личная жизнь
В 1941—1944 года Джин была замужем за режиссёром, сценаристом и продюсером Ричардом Бруксом (1912—1992).
В 1946—1956 года Джин была замужем за ветераном морской пехоты Уильямом Дугласом Лэнсфордом.
С конца 1950-х годов до своей смерти в 1963 году Джин была замужем в третий раз за Томасом Х. Леди.

## Болезнь и смерть
В последние 15 лет жизни Джин страдала от пищевого расстройства, а в последние 5 — от цирроза Лаэннека, вызванных алкоголизмом, и
умерла 25 ноября 1963 года в Ричмонде (штат Калифорния, США) в 47-летнем возрасте. В 1964 году Брукс была кремирована, а её прах рассеян над морем.

## Избранная фильмография
| Год  |   | Русское название               | Оригинальное название      | Роль                                     |
| ---- | - | ------------------------------ | -------------------------- | ---------------------------------------- |
| 1935 | ф | Танго-бар                      | Tango Bar                  | пассажирка на молодом судне «Lower Deck» |
| 1935 | ф | Преступление Доктора Креспи    | The Crime of Doctor Crespi | мисс Гордон                              |
| 1935 | ф |                                | Obeah                      | имя персонажа неизвестно                 |
| 1940 | ф | Возвращение человека-невидимки | The Invisible Man Returns  | имя персонажа неизвестно                 |
| 1943 | ф | Человек-леопард                | The Leopard Man            | Кики Уокер                               |
| 1943 | ф | Седьмая жертва                 | The Seventh Victim         | Жаклин Гибсон                            |
| 1943 | ф | Сокол в опасности              | The Falcon in Danger       | Айрис Фэйрчайлд                          |
| 1943 | ф | Сокол и студентки              | The Falcon and the Co-eds  | Вики Гейнс                               |
| 1943 | ф | Сокол в Голливуде              | The Falcon in Hollywood    | Роксанна Майлс                           |
| 1943 | ф | Сокол наносит ответный удар    | The Falcon Strikes Back    | испанка (в титрах не указана)            |
| 1945 | ф | Кураж в два часа               | Two O’Clock Courage        | Барбара Борден                           |
| 1946 | ф | Алиби Сокола                   | The Falcon's Alibi         | баронесса Лена                           |